# Molione kinabalu
Molione kinabalu là một loài nhện trong họ Theridiidae.
Loài này thuộc chi Molione. Molione kinabalu được Hajime Yoshida miêu tả năm 2003.